# 兵庫県高齢者特別賞
兵庫県高齢者特別賞（ひょうごけんこうれいしゃとくべつしょう）は、兵庫県が行っている高齢者に対する表彰制度である。

## 表彰条件
- 県内在住の90歳以上の高齢者
- 多年にわたって勤労に励んでおり、現在も健康で社会的に活躍していること
- その徳行が特に優れ、県民の教育・文化・スポーツなどの振興といった特定分野の高揚や産業発展・県民の医療や福祉の増進・明るい地域づくりなどに貢献していること

## 主な表彰者
- 春日野八千代

長年宝塚歌劇団の発展や宝塚歌劇の普及に貢献したことや、現在も宝塚舞踊会への出演・歌劇団における日本舞踊のレッスンを受け持つなどといった後進の指導・育成活動が県民文化の高揚に貢献している、として表彰された。